# Ars longa

## Vita brevis, ars longa.
Maksyma łacińska będąca tłumaczeniem greckiej maksymy Hipokratesa (Ἱπποκράτης) z Kos:
Ὁ βίος βραχὺς, ἡ δὲ τέχνη μακρὴ, ὁ δὲ καιρὸς ὀξὺς, ἡ δὲ πεῖρα σφαλερὴ, ἡ δὲ κρίσις χαλεπή.
(Ho bíos brachýs, he de téchne makré, ho de kairós oxýs, he de peîra sphaleré, he de krísis chalepé.)
"Vita brevis, ars longa, occasio praeceps, experimentum periculosum, iudicium difficile"
Czyli: "Życie krótkie, sztuka długa, okazja ulotna, doświadczenie niebezpieczne, sąd niełatwy"
Maksyma ta oznacza, że do zgłębienia sztuki (medycznej) nie wystarczy życie jednego człowieka, ale potrzebna jest praca wielu pokoleń. Charakterystyczne dla starożytności jest też podkreślenie ulotności i nietrwałości życia.
Dzisiaj maksymę stosuje się przeważnie w skróconej formie w stosunku do sztuki w sensie działalności artystycznej. Nasuwa się tutaj związek z estetyką Schopenhauera: sztuka jako forma działalności ludzkiej, która transcendentuje pojedyncze ludzkie życie.